# Karangmalang (Indramayu)
Karangmalang is een bestuurslaag in het regentschap Indramayu van de provincie West-Java, Indonesië. Karangmalang telt 3823 inwoners (volkstelling 2010).